# Roland Fournes
Roland Fournes – niemiecki dyplomata i urzędnik konsularny.
Z zawodu prawnik i ekonomista. Pełnił szereg funkcji w niemieckiej służbie zagranicznej, m.in. urzędnika na placówkach w Egipcie, w Paryżu i we Włoszech, konsula generalnego w Toronto (1992–1995), kierownika referatu w MSZ w Bonn (1997–1999) oraz konsula generalnego w Gdańsku (1999–2002).